# Jacobson-Anastomose

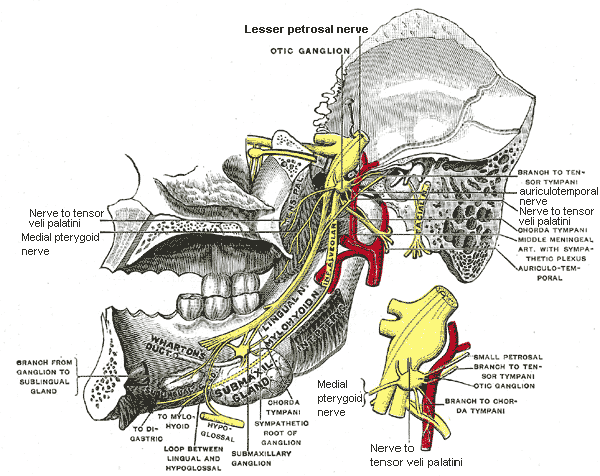
Hirnnerven der Ohrregion

Als Jacobson-Anastomose wird ein Faserverlauf von Nervenfasern im Kopfbereich bezeichnet, welcher der parasympathischen Innervation der Ohrspeicheldrüse dient.

## Verlauf
Die präganglionären (vor der Umschaltung in einem Ganglion liegenden) Nervenfasern haben ihren Ursprung im Nucleus salivatorius inferior der Medulla oblongata (verlängertes Mark) und verlassen mit dem Nervus glossopharyngeus (IX. Hirnnerv) durch das Foramen jugulare die Schädelhöhle. 
Die parasympathischen Fasern ziehen als Nervus tympanicus nach dem Austritt aus dem Foramen jugulare zurück in die knöcherne Schädelbasis. Nach einem kurzen Verlauf im Canaliculus tympanicus im Knochen zwischen Foramen jugulare und Canalis caroticus gelangen die Fasern in die Paukenhöhle (Cavitas tympani), wo sie zusammen mit dem N. caroticotympanicus aus dem Plexus caroticus internus (aus dem Halsgrenzstrang) und einem Ramus communicans aus dem Intermediusanteil des Nervus facialis den Plexus tympanicus bilden. Die Fasern dieses Plexus konvergieren schließlich zum Nervus petrosus minor, welcher hauptsächlich präganglionäre parasympathische Fasern führt. Er verlässt das Felsenbein auf dessen Vorderseite durch den Hiatus canalis nervi petrosi minoris (knapp kaudal des Hiatus für den N. petrosus major), verläuft unter der Dura mater nach anteromedial zum Foramen lacerum bzw. zur Fissura sphenopetrosa am lateralen Rand des Foramen lacerum. Nach seinem Austritt aus der Fossa cranii media gelangt der N. petrosus minor in die Fossa infratemporalis und zieht zum Ganglion oticum, welches medial des Foramen ovale und der Aufteilungsstelle des Nervus mandibularis liegt. Hier werden die Fasern von prä- auf postganglionär umgeschaltet und lagern sich über einen Ramus communicans dem Nervus auriculotemporalis aus dem N. mandibularis aus dem N. trigeminus (V. Hirnnerv) an. Über eine weitere Anastomose zum N. facialis, über dessen Äste die Fasern in der Ohrspeicheldrüse verteilt werden, erreichen die parasympathischen Fasern des N. glossopharyngeus ihr Ziel (Ohrspeicheldrüse).